# Phalotris
Phalotris – rodzaj węży z podrodziny ślimaczarzy (Dipsadinae) w rodzinie połozowatych (Colubridae). 

## Zasięg występowania
Rodzaj obejmuje gatunki występujące w Brazylii, Boliwii, Paragwaju, Argentynie i Urugwaju.  

## Systematyka

### Podział systematyczny
Do rodzaju należą następujące gatunki:
- Phalotris bilineatus (Duméril, Bibron & Duméril, 1854)
- Phalotris concolor Ferrarezzi, 1993
- Phalotris cuyanus (Cei, 1984)
- Phalotris illustrator Scrocchi, Giraudo & Nenda, 2022
- Phalotris labiomaculatus de Lema, 2002
- Phalotris lativittatus Ferrarezzi, 1993
- Phalotris lemniscatus (Duméril, Bibron & Duméril, 1854)
- Phalotris matogrossensis de Lema, D'Agostini & Cappellari, 2005
- Phalotris mertensi (Hoge, 1955)
- Phalotris multipunctatus Puorto & Ferrarezzi, 1993
- Phalotris nasutus (Gomes, 1915)
- Phalotris nigrilatus Ferrarezzi, 1993
- Phalotris normanscotti Cabral & Cacciali, 2015
- Phalotris punctatus (de Lema, 1979)
- Phalotris reticulatus (W. Peters, 1860)
- Phalotris sansebastiani Jansen & Köhler, 2008
- Phalotris shawnella Smith, Brouard & Cacciali, 2022
- Phalotris spegazzinii (Boulenger, 1913)
- Phalotris suspectus (Amaral, 1924)
- Phalotris tricolor (Duméril, Bibron & Duméril, 1854)